# Nubia
Nubia (nub. Nobīn, arab. ‏النُوبَة‎) – kraina historyczna w północno-wschodniej Afryce obejmująca środkowy bieg Nilu pomiędzy Asuanem a Chartumem (między VI a I kataraktą), obecnie na terenie południowego Egiptu i północnego Sudanu.
W okresie Nowego Państwa Nubia znana była pod nazwą Kusz, która wzmiankowana jest w Starym Testamencie w Księdze Rodzaju (Rodz. 10, 6–7).
.

## Geografia
Nubia obejmuje region pomiędzy Asuanem na I katarakcie na Nilu a miejscem niedaleko Chartumu na VI katarakcie, gdzie łączą się Nil Biały z Nilem Błękitnym. Nubia dzielona jest na Nubię Dolną pomiędzy I a II kataraktą, Nubię Górną pomiędzy II a IV kataraktą i Nubię Południową pomiędzy IV a VI.
Starożytna Nubia w okresie do ok. 4500 p.n.e. cieszyła się dużo bardziej wilgotnym klimatem i jej tereny pokrywała nie pustynia, a sawanna. Klimat zmienił się jednak na suchy i przez ostatnie 5 tys. lat Nubia pozostaje regionem pustynnym z rzadkimi opadami deszczu.

## Nazewnictwo
Nazwa Nubia zaczęła być stosowana w okresie rzymskim. Wywodzi się najprawdopodobniej od starożytnego egipskiego nb (pol. złoto) i oznacza „Kraj Złota” lub też od greckiej nazwy Noubades (pol. Nobadowie) stosowanej dla określenia ludności, która sprowadziła się do Nubii w IV w. p.n.e.
Starożytni Egipcjanie nazywali Nubię Górną m.in. Ta-Setiu – „Krajem Łuczników” lub Ta-Nahesi – „Krajem Wędrownych Łuczników”. Jej północny region nazywano od okresu Średniego Państwa Wawatem a region południowy – Kuszem.
W okresie Nowego Państwa Nubia znana była pod nazwą Kusz, która wzmiankowana jest w Starym Testamencie w Księdze Rodzaju (Rdz 10,6–7).
Nubia Dolna nazywana była przez starożytnych Greków i Rzymian Dodekaszoenos, a przez Arabów Butn Al-Hajr – „Brzuch Kamieni”. Grecy nazywali Nubię również Etiopią lub Meroe.
Królestwa Nobatii, Makurii i Alodii określano mianem chrześcijańskiej Nubii, a nazwę Nubia stosowano dla całego regionu od średniowiecza do XIX wieku. W XIX wieku zaczęto stosować nazwę Sudan od arabskiego Bilad as-Sudan (pol. „Kraj Czarnych”).
Archeologiczne kultury nubijskie znane są pod nazwami: Grupa-A, Grupa-C, Grupa-X i Kerma.

## Historia

### Prehistoria
Tereny Sudanu zamieszkane były przez przedstawicieli Homo erectus do ok. 250 tys. lat temu, a najstarsze ślady człowieka anatomicznie współczesnego (Homo sapiens) na terenie Nubii pochodzą sprzed co najmniej 150 tys. lat, czego dowodzi czaszka z Sinja. Osadnictwo w okolicach obecnego Chartumu było rozpowszechnione w okresie mezolitu pomiędzy 8000 a 4000 p.n.e., o czym świadczą znaleziska archeologiczne – pozostałości wyrobów ceramicznych.
Z okresu pomiędzy 4000 a 3000 p.n.e. pochodzą ślady pierwszej uprawy ziemi a ludy zamieszkujące tereny Nubii Dolnej – nazwane przez amerykańskiego archeologa George’a Reisnera (1867–1942) Grupą-A – były pod wpływem rodzącej się cywilizacji Egiptu. Władcy z okresu kultury archeologicznej Grupy-A przyjęli symbole władzy podobne do tych stosowanych przez współczesnych im władców Egiptu z okresu kultur archeologicznych Nagada II i Nagada III.
Klasyfikacja Reisnera została z czasem uściślona i obecnie wyróżnia się trzy okresy kultury Grupy-A: okres starożytny pomiędzy ok. 3700 a 3250 p.n.e., okres klasyczny 3250-3150 p.n.e. i okres końcowy 3150-2800 p.n.e. W okresie starożytnym i klasycznym rozwinęła się wymiana handlowa z prehistorycznym Egiptem – Nubijczycy zamieszkujący obszar przy III katarakcie sprowadzali z terenów dalej na południu złoto, kość słoniową, heban, kadzidło oraz skóry zwierząt, które dostarczyli Nubijczykom Grupy-A a ci wymieniali je z Egipcjanami na piwo, wino, oliwę i zboża, a także na narzędzia i miedź.

### Relacje ze Starożytnym Egiptem
Nubia była wielokrotnie najeżdżana przez Egipt ze względu na znajdujące się tam duże zasoby złota. Około 2500 p.n.e. Egipcjanie zajęli częściowo tereny Nubii Górnej (Wawat) i zdominowali zamieszkałą tam ludność (w klasyfikacji Reisnera – Grupę–C). Już ok. 2575 p.n.e. faraon Snofru najechał Nubię i utworzył egipską placówkę w Buhen, a na zachód od Nilu powstały kamieniołomy gnejsu. Tereny Kuszu zamieszkiwała wówczas ludność kultury Kermy.
Około 2160 p.n.e., kiedy Egipt przechodził okres dezorganizacji – Pierwszy Okres Przejściowy (ok. 2250 – ok. 2050 p.n.e.) – nubijskie Królestwo Kerma ze stolicą w Kermie przechodziło okres rozkwitu.
Około 1915 p.n.e. faraon Senuseret I z XII dynastii opanował tereny Nubii, wznosząc fortece w Buhen, Anibie, Semnie i Kummie. Około 1826 p.n.e. Senuseret III podjął nieskuteczną próbę zajęcia nubijskiej wyspy na Nilu – Saï i wycofał się do Semny. Tereny na południe od II katarakty nazwał Kuszem a ich mieszkańcom – Kuszytom – zakazał przejścia na północ od Semny z wyjątkiem handlu w Iken.
Nubia utraciła ostatecznie niezależność ok. 1500 p.n.e. na rzecz Nowego Państwa, kiedy to została podbita przez faraonów XVIII dynastii, m.in. przez wojska Totmesa III. Nubią administrowali przez kolejne 500 lat zarządcy z Egiptu, którzy nosili tytuł „Syn Króla Kusz”. Nubia płaciła wówczas Egiptowi wysokie podatki, dostarczała niewolników i poborowych do wojska.

### Królestwo Kusz
W XI wieku p.n.e. Nubia odzyskała niepodległość, kiedy Egipt stracił na znaczeniu pod koniec Nowego Państwa. Zarządcy Kusz wspierani przez armie nubijską zerwali z Egiptem i stali się władcami samodzielnymi i od nich wywodzili się królowie Kusz. Powstało wtedy samodzielne królestwo Kuszytów ze stolicą w Napacie, którą ustanowił pierwszy potwierdzony w źródłach historycznych król Kusz – Alara (ok. 780–760 p.n.e.).
Kuszyci rozwinęli odrębną od egipskiej kulturę – posługiwali się własnym językiem, wypracowali własne formy architektoniczne i sztuki użytkowej. Swoich władców chowali pod piramidami o formie innej niż egipskie.
Po zajęciu Napaty przez faraona Psametycha II ok. 590 r. p.n.e., stolicę przeniesiono do Meroe. Lokalizacja nowej stolicy dalej na południe, pomiędzy VI a V kataraktą na terenach zasobnych w rudy żelaza i heban była sprzyjająca w przypadku kolejnej wojny z Egiptem. Meroe stało się ważnym ośrodkiem produkcji żelaza, wyrobu broni i narzędzi rolniczych. Narzędzia żelazne przyczyniły się do rozwoju rolnictwa – w regionie Meroe uprawiano proso i sorgo, a także hodowano bydło. Nadwyżki eksportowano, korzystając z dogodnej lokalizacji miasta na szlaku do Egiptu i nad Morze Czerwone. Meroe handlowało również piórami strusimi, złotem, kością słoniową, hebanem i skórami lampartów. Od III w. p.n.e. w Meroe chowano władców królestwa a jako pierwszy z władców spoczął tam król Arakamani. Prace wykopaliskowe w Meroe odsłoniły m.in. nekropolę królewską obejmującą kilkadziesiąt niewielkich grobów i piramid z komorami podziemnymi, budowanych z piaskowca, o wysokości od 10 do 30 m, a także pozostałości kilku pałaców królewskich, wielką świątynię Amona i inne budowle sakralne (poświęcone m.in. Izydzie), zabudowę miejską oraz resztki pieców hutniczych.
Upadek Kusz nastąpił po inwazji armii Aksum, najprawdopodobniej za panowania Elli Amidy (ok. 320 lub 325).

#### Trzeci Okres Przejściowy
W latach 790–656 p.n.e. Nubia zawładnęła przejściowo Egiptem (XXV dynastia).
Ekspansję kuszycką na ziemie egipskie rozpoczął Kaszta, a jego syn Pianchi objął tron i zapoczątkował XXV dynastię. W 671 p.n.e. na Egipt najechali Asyryjczycy dysponujący bronią z żelaza i zmuszając kolejnych faraonów kuszyckich Taharkę i Tanutamona do ucieczki do rodzimej Napaty, wyparli Kuszytów.

### Relacje ze Starożytnym Rzymem
Podczas rzymskiego panowania w Egipcie w 27 r. p.n.e., za rządów królowej Kandake, jej wojska zaatakowały Rzymian. Po początkowych sukcesach (zdobycie Elefantyny, Syene i File) rzymskie wojska wyparły Nubijczyków i poprowadziły kontrofensywę zajmując Napatę. Po zawarciu układu pokojowego Rzymianie wycofali się z Nubii.
W kolejnych latach (wiek I–II n.e.) Nubia utrzymywała z Rzymem kontakty handlowe. Rzymskie wyroby luksusowe znajdowano w nubijskich grobach królewskich z tego okresu. W III wieku na terenie królestwa Meroe pojawiły się plemiona Nuba, od których pochodzi dzisiejsza nazwa Nubii.

### Chrystianizacja
Pod koniec III wieku do Nubii przybyli Nobadowie, nazywani również Grupą-X, których pochodzenie nie jest do końca wyjaśnione. Nobadowie toczyli walki z plemieniem Blemiów zakończone ostatecznym zwycięstwem za czasów króla Silko w drugiej połowie V wieku. Założyli królestwo Nobatię a ok. 540 królowie nobadyjscy przyjęli chrześcijaństwo i Nubia stopniowo ulegała chrystianizacji.
W VI wieku na terenie Nubii znajdowały się trzy królestwa: Nobatia ze stolicą w Pachoras, Makuria ze stolicą w Dongoli i Alodia ze stolicą w Sobie. Królestwa przeszły na chrześcijaństwo w latach 543–575, przystosowując dawne świątynie dla potrzeb nowej wiary i wznosząc nowe.

### Islamizacja
Najazdy Arabów w VII wieku spowodowały izolację Nubii od innych krajów chrześcijańskich. Jednak samo wyparcie chrześcijaństwa przez islam nastąpiło dopiero między XIV a XVI wiekiem, kiedy to terytorium Nubii zostało podbite przez muzułmanów.
Od XVI wieku Nubia znajdowała się w granicach sułtanatu Sennar. W latach 1821–1832 została podbita przez paszów Egiptu.

## Prace archeologiczne i badania historyczne
W latach 1958–1964 miała miejsce międzynarodowa akcja ratowania zabytków Nubii pod patronatem UNESCO, przy udziale Polski.